# Wojciech Mazowiecki
Wojciech Mazowiecki (ur. 24 kwietnia 1957 w Warszawie) – polski dziennikarz i publicysta.

## Życiorys
Najstarszy syn Tadeusza Mazowieckiego i jego drugiej żony Ewy Proć. W latach 1978–1981 studiował elektronikę na Politechnice Warszawskiej, a od 1981 historię na Uniwersytecie Warszawskim. Te ostatnie studia ukończył w 1986, pracę magisterską pt. Wydarzenia 3 maja 1946 napisał pod kierunkiem Jerzego Holzera. Od 1989 pracował w „Gazecie Wyborczej”, gdzie był sekretarzem redakcji i kierownikiem działu gospodarczego, później zasiadał w kierownictwie Agory (spółki wydającej dziennik). W 1989 uczestniczył w pracach nad przygotowaniem exposé swojego ojca, gdy ten obejmował urząd premiera. Od 2002 do 2007 kierował działem krajowym w „Przekroju”. Został też szefem działu programowego Superstacji oraz prowadzącym audycję W samo południe.